# Astrium
Astrium war eine 100-prozentige Tochtergesellschaft des europäischen Luft- und Raumfahrt- sowie Rüstungskonzerns EADS, spezialisiert auf zivile und militärische Raumfahrtsysteme.

## Geschichte
Die Astrium wurde im Mai 2000 aus den Raumfahrtbereichen der DASA gegründet, ihre Wurzeln gehen zurück bis 1961 zur Arbeitsgemeinschaft Entwicklungsring Nord (ERNO). Im Dezember 2006 wurde sie in EADS Astrium und im Dezember 2010 zurück zu Astrium umbenannt.
Im Jahr 2009 erreichte Astrium einen Umsatz von 4,8 Milliarden Euro und beschäftigte rund 15.000 Mitarbeiter in Frankreich, Deutschland, Großbritannien, Spanien und den Niederlanden. Im Jahr 2011 wurde mit 16.623 Mitarbeitern ein Umsatz von 4,967 Milliarden Euro erwirtschaftet (EBIT-Marge 5,4 %).
Unter der Marke Astrium wurde auch ein Raumschiff für Weltraumtouristen beworben.
Astrium wurde im Januar 2014 mit Cassidian und Airbus Military zusammengelegt und firmiert seitdem als neue Airbus-Sparte Airbus Defence and Space, deren Hauptsitz in München ist.

## Geschäftsfelder
Astrium gliederte sich in drei Geschäftsfelder:

### Astrium Satellites
Astrium Satellites (ASL) beschäftigte sich vorwiegend mit der Entwicklung und dem Bau von Satelliten. Das Produktspektrum umfasste Satellitensysteme für zivile und militärische Telekommunikation, Erdbeobachtung, Weltraumforschung, Wissenschaft und Navigation sowie Ausrüstung für die Raumfahrt und dazugehöriger Bodeninfrastruktur. Astrium Satellites war in Frankreich, Deutschland, Großbritannien und Spanien aktiv und beschäftigte europaweit rund 8300 Mitarbeiter.
Vorgängerunternehmen waren unter anderem Matra Marconi Space und die DaimlerChrysler Aerospace AG (DASA) mit ihrer Tochter Dornier Satellitensysteme GmbH.

### Astrium Services
Im Juni 2003 wurde im Rahmen der EADS Neustrukturierung die Tochtergesellschaft EADS SPACE Services unter der Führung von Eric Béranger gegründet. 2006 wurde die EADS SPACE Services zur Astrium Services (ASV) umbenannt. Astrium Services war rechtlich in fünf Gesellschaften gegliedert, mit dem entsprechenden Firmenzusatz (GmbH, SAS, SL, Ltd.), für die Länder Deutschland, Frankreich, Spanien und Großbritannien. Die Gesellschaften waren in Paris (Frankreich), Immenstaad am Bodensee, Potsdam und Ottobrunn (Deutschland), Stevenage, Portsmouth, Oakhanger und Colerne (England) ansässig. Im Jahr 2009 beschäftigte die Sparte rund 2200 Mitarbeiter.
Astrium Services bot militärische und zivile Satellitendienste wie Navigation, Erdbeobachtung oder Kommunikation an. Beispiele sind SATCOMBw für die Bundeswehr oder Skynet 5 für die britische Armee.

### Astrium Space Transportation
Im Juni 2003 wurde im Rahmen der EADS Neustrukturierung aus der EADS Space Division, EADS Launch Vehicles die EADS Astrium Space Transportation (AST) unter Führung von Josef Kind und Hervé Guillou gegründet.
Astrium Space Transportation war der Hauptauftragnehmer des Ariane-5-Trägersystems, des Columbus-Moduls der Internationalen Raumstation ISS, von ATV sowie einer ganzen Reihe kleinerer Projekte, wovon Phoenix besonders erwähnenswert ist. Astrium Space Transportation war zudem Hersteller von U-Boot gestützten Trägersystemen (siehe M51 SLBM) für Nuklearsprengköpfe der französischen Streitkräfte.
Rund 4400 Mitarbeiter waren für Space Transportation in Frankreich (Les Mureaux bei Paris, Saint-Médard-en-Jalles bei Bordeaux) und in Deutschland (Ottobrunn bei München, Lampoldshausen bei Heilbronn, Immenstaad bei Friedrichshafen und Bremen) tätig.
EADS Astrium Space Transportation wurde geleitet vom CEO Alain Charmeau.

## Produkte
- Trägerraketen (kommerziell und militärisch, einschließlich für die französischen strategischen Seestreitkräfte – FOST): Ariane (Rakete)
- Orbitalsysteme: Columbus (ISS) und das Automated Transfer Vehicle
- ENS-Satelliten (Earth Observation, Navigation and Science), Gaia (Raumsonde) und Rosetta (Sonde)
- Telekommunikationssatelliten
- Antriebssysteme und Raumfahrtausrüstung

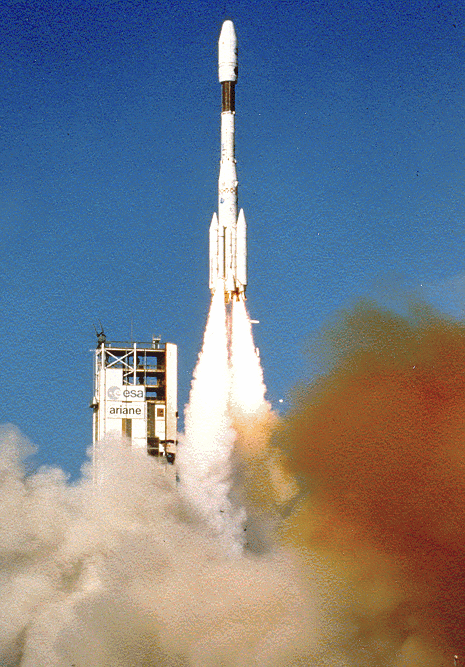
Ariane 44LP
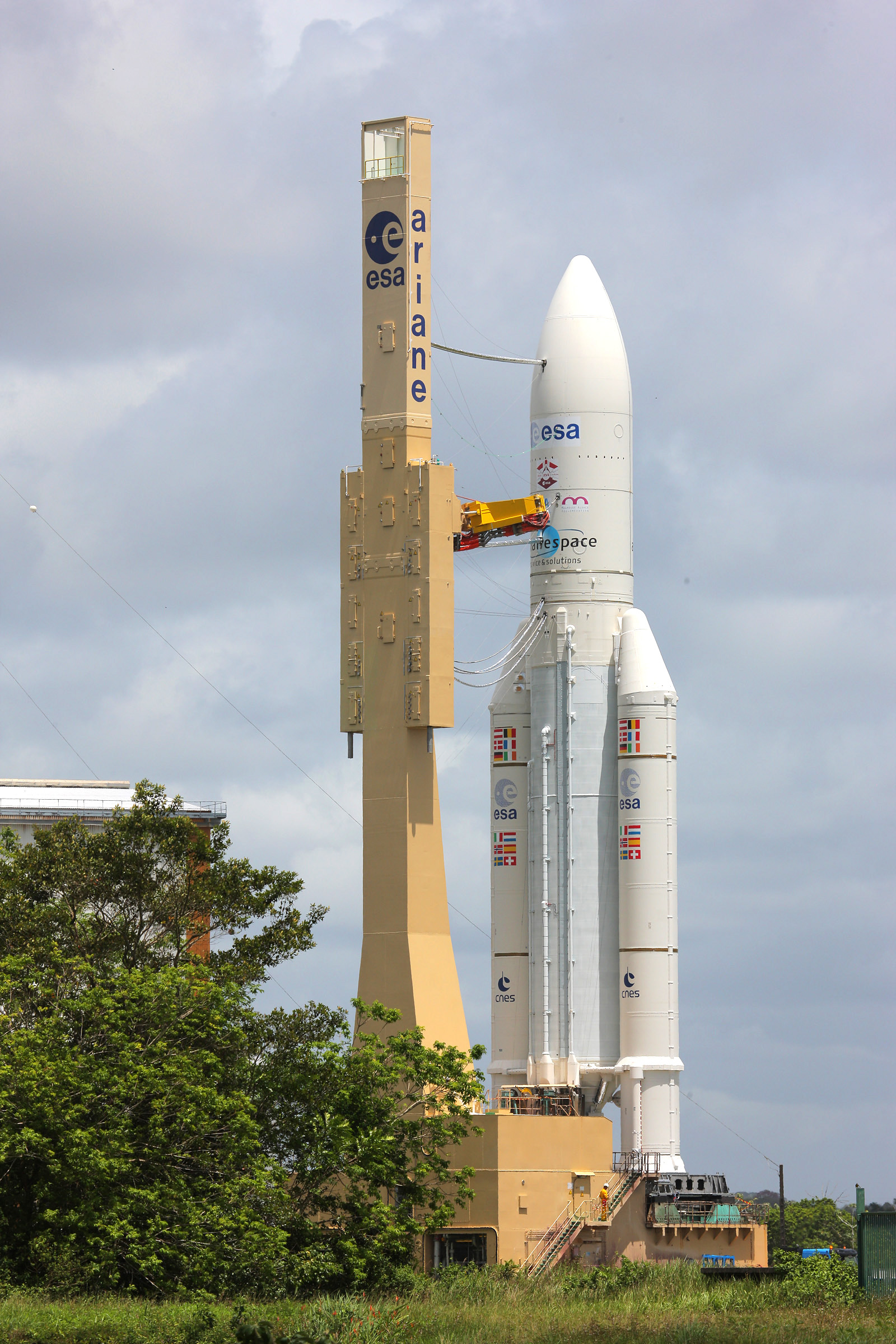
Ariane 5 ES ATV
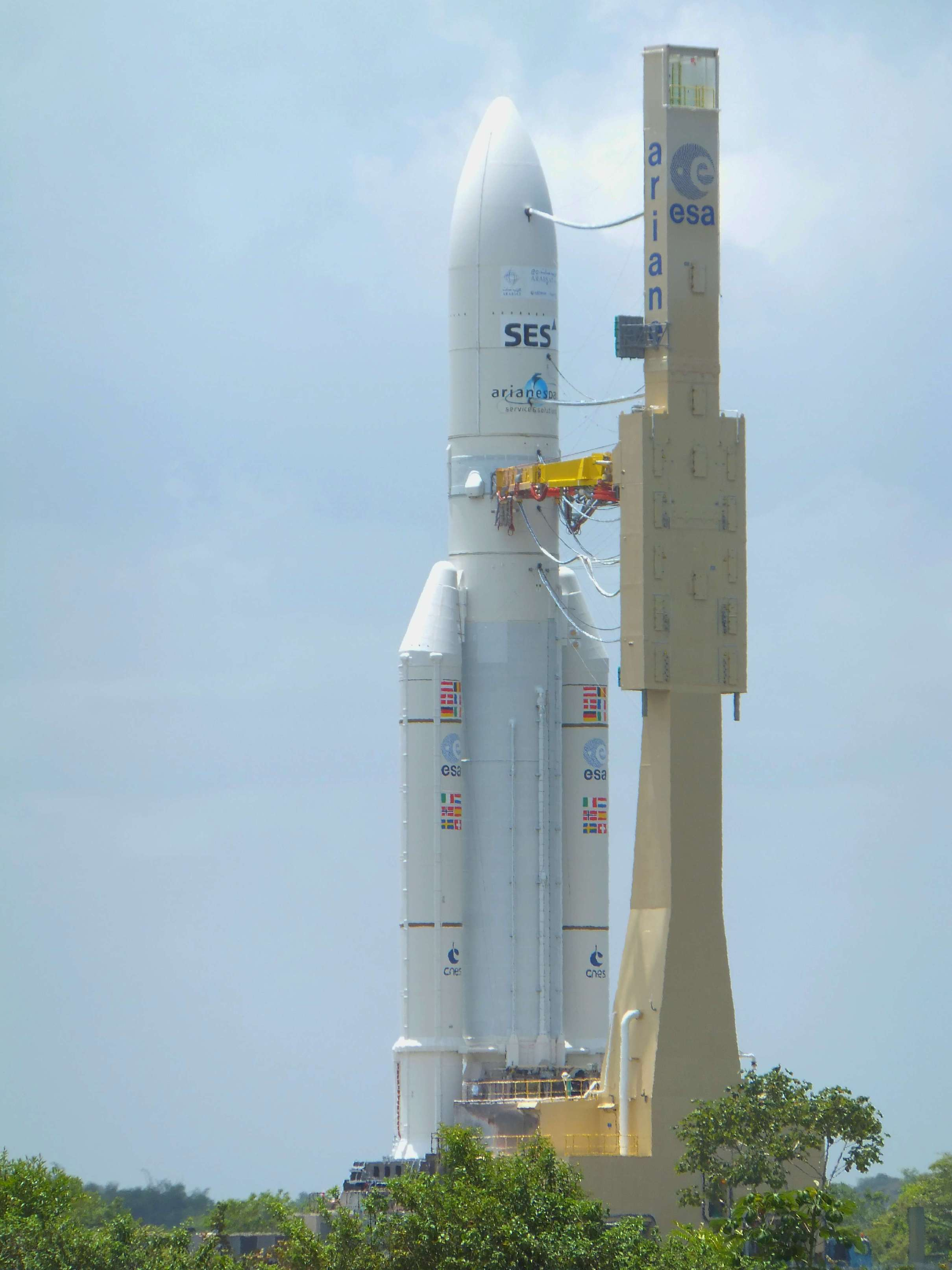
Ariane 5 ECA
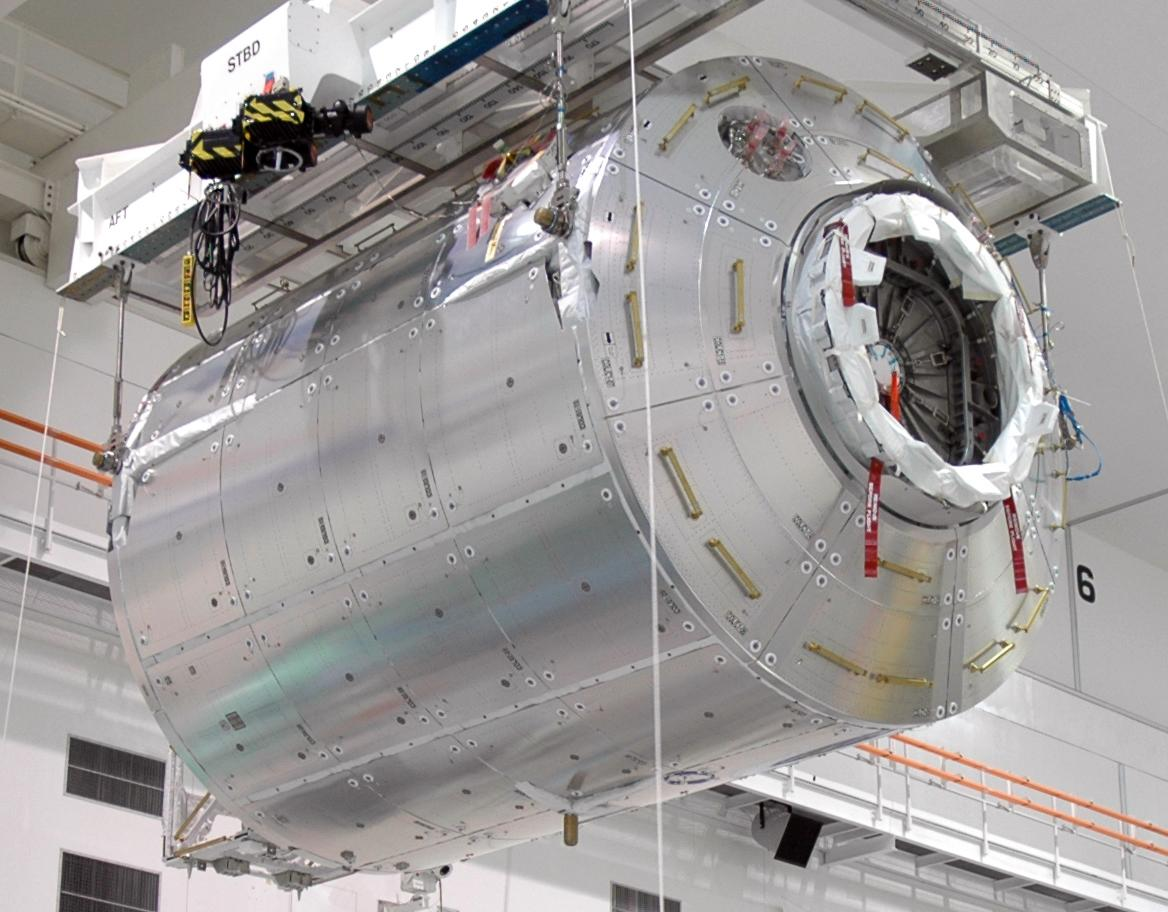
Raumlabor Columbus
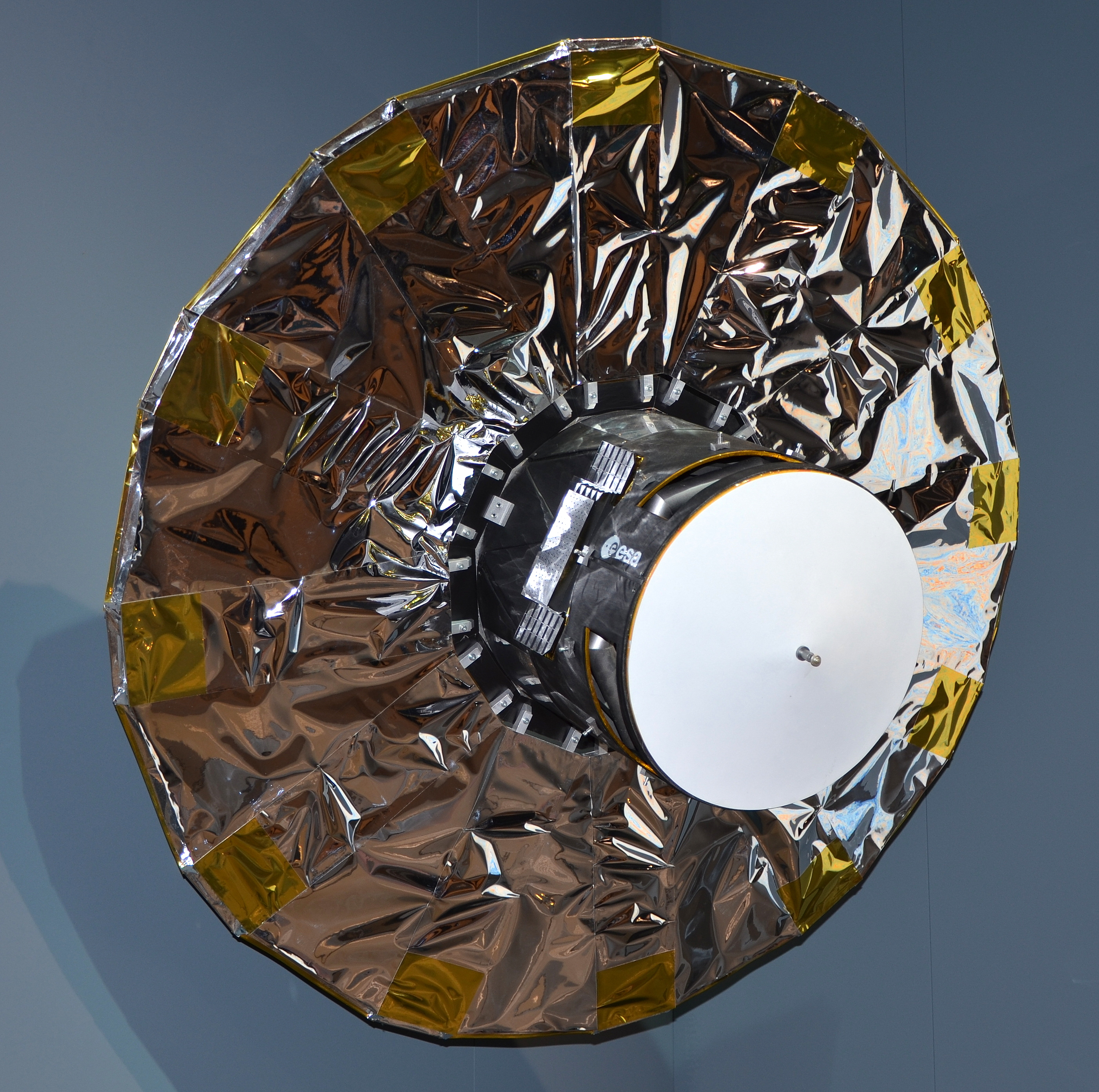
Raumsonde Gaia
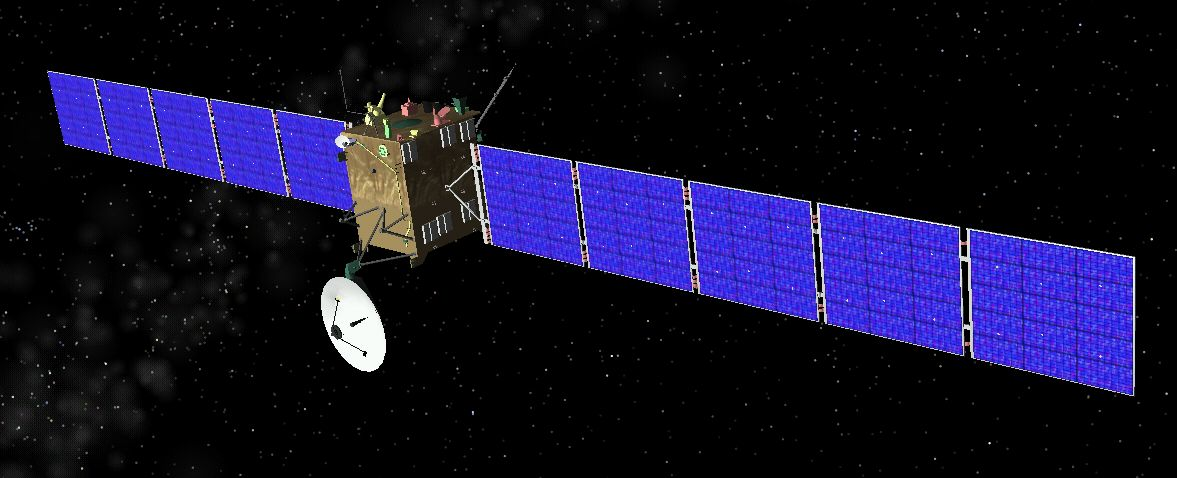
Raumsonde Rosetta

## Standorte
Das Unternehmen fertigte an den folgenden Standorten:
- Deutschland (Backnang, Bremen, Friedrichshafen/Immenstaad am Bodensee, Jena, Lampoldshausen, Ottobrunn, Potsdam, Rostock, Trauen)
- Frankreich (Vélizy, Les Mureaux, Bordeaux, Toulouse)
- Französisch-Guayana (Kourou)
- Großbritannien (Portsmouth, Stevenage)
- Spanien (Madrid)

## Tochterunternehmen
Tochterunternehmen von Astrium waren unter anderem:
- Arianespace (Astrium Space Transportation 28,6 %), der Vermarkter der Trägerraketen Ariane 5 und Vega
- CILAS
- Dutch Space (Astrium Space Transportation 100 %), ein Hersteller von Solarpanelen, Raketenkomponenten und Instrumenten für wissenschaftliche Satelliten
- EADS CASA Espacio
- EADS Sodern
- Eurockot (Astrium Space Transportation 51 %), der Vermarkter der russischen Trägerrakete Rockot
- Infoterra alter Name von Astrium Services, Friedrichshafen
- Jena-Optronik
- ND SatCom
- NGL Prime S.p.A. (50 %)
- Paradigm Secure Communications Ltd (Astrium Services 100 %), ein Anbieter von militärischer Satellitenkommunikation
- RST Rostock System-Technik (100 %), ein Technologieunternehmen im Bereich Luft- und Raumfahrt
- Spotimage
- Starsem (Astrium Space Transportation 35 %), der kommerzielle Anbieter der russischen Sojus-Rakete
- Tesat-Spacecom (100 %), ein Hersteller von Nutzlasten für Kommunikationssatelliten